# Caspar Giani

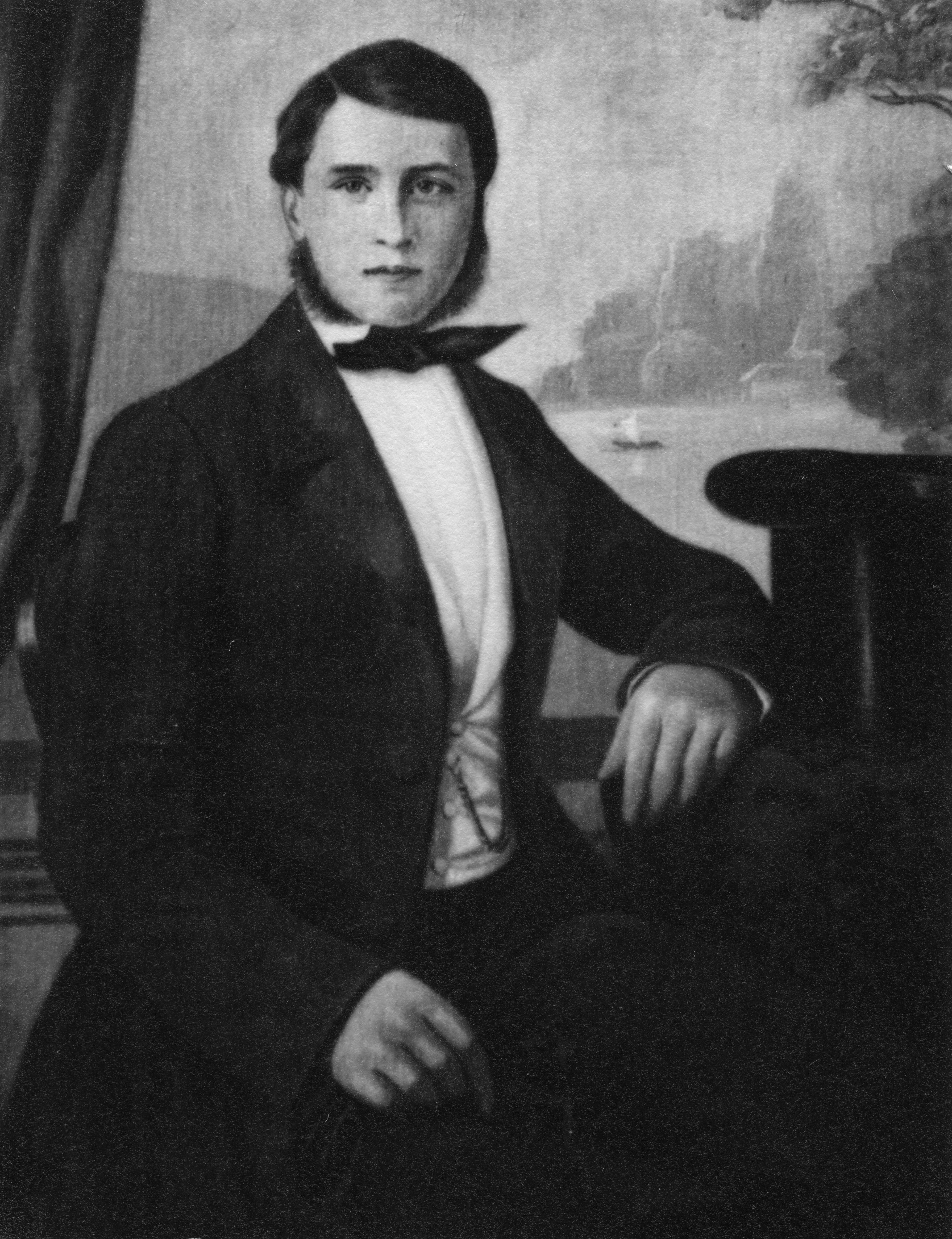
Caspar Giani (1858)

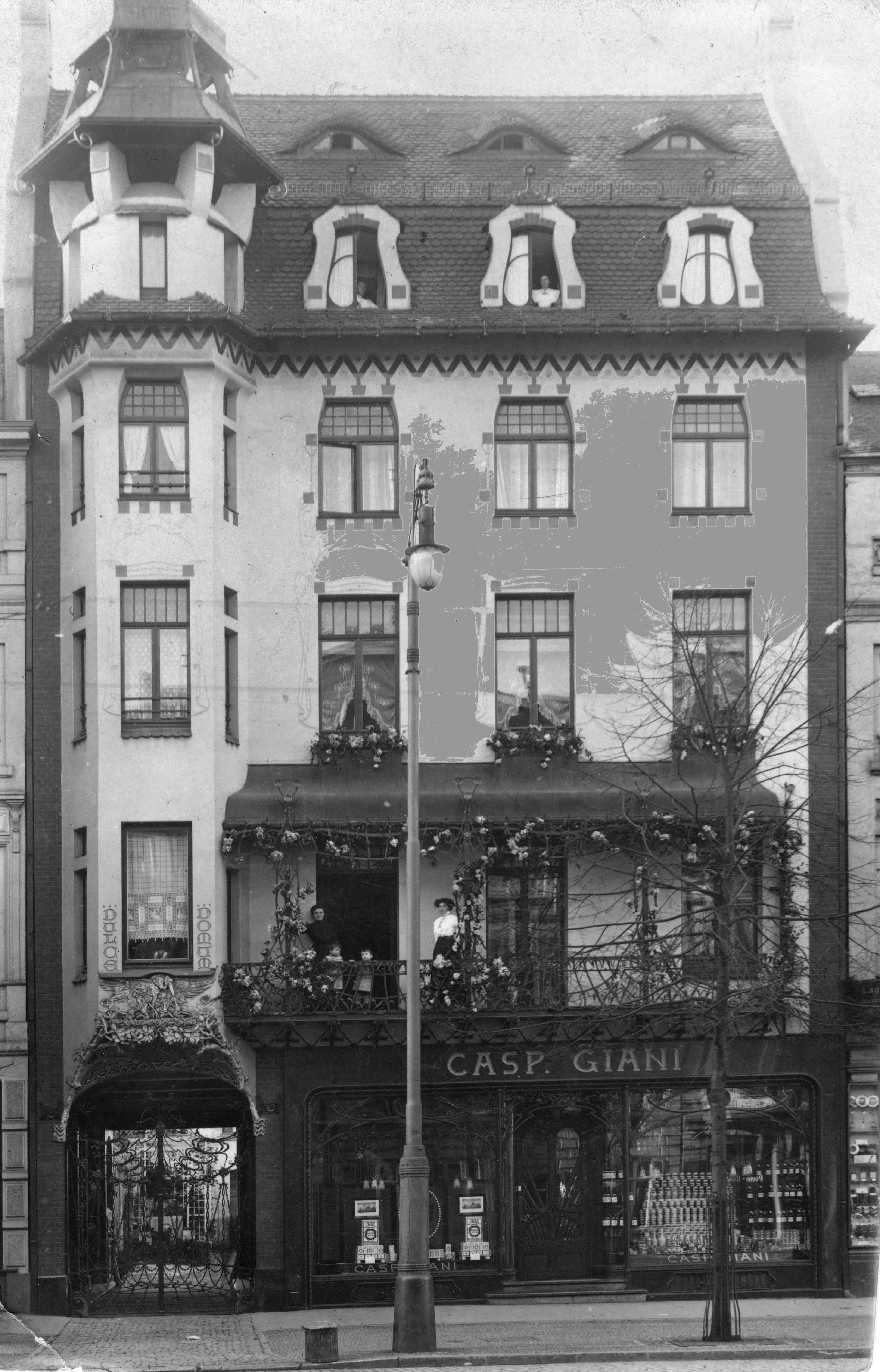
Das im 2. Weltkrieg zerstörte und dann durch einen Neubau ersetzte Haus Hochstraße 16 (heute Theaterstraße 50) in Aachen (1912)

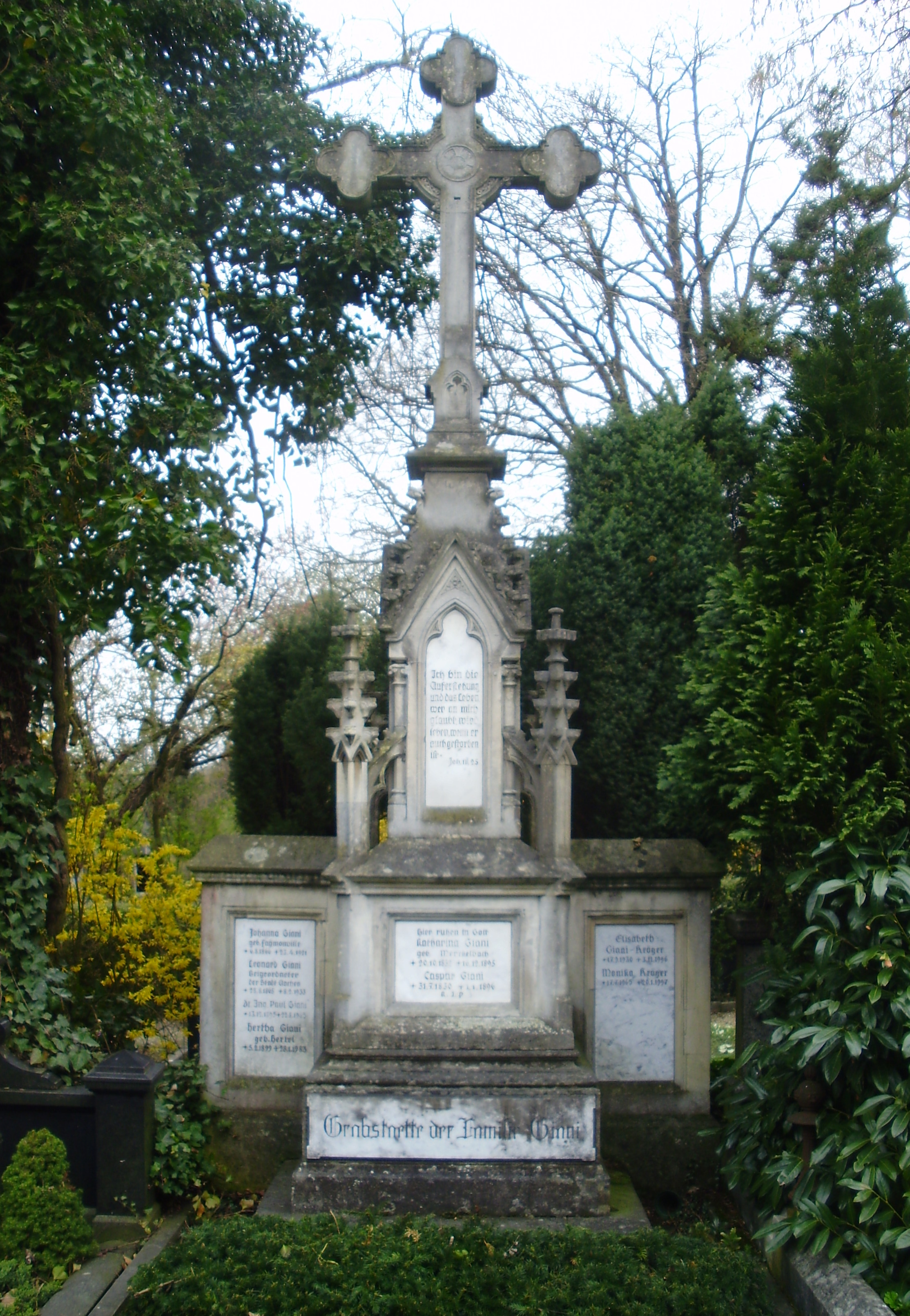
Familiengrab auf dem Aachener Westfriedhof

Caspar Joseph Giani (* 31. Juli 1830 in Mainz; † 1. Januar 1895 in Aachen) war ein deutscher Kaufmann.

## Leben

### Kindheit und Ausbildung in Mainz
Er wuchs als viertes von 15 Kindern in einer Mainzer Kaufmannsfamilie auf. Sein Vater Andreas Cajetan Giani war 1813 aus Trontano bei Domodossola über Karlsruhe nach Mainz eingewandert, hatte dort einen „Spezereihandel“ begründet und 1827 die Mainzer Bürgertochter Elisabeth Krohe geheiratet.
Im väterlichen Betrieb machte Caspar zunächst eine kaufmännische Ausbildung und lernte dort 1849 den Volontär Leonard Monheim aus Aachen kennen. Durch ihn wurde er in die Familie Merckelbach eingeführt, die auf dem Kastell Wittem, zwischen Aachen und Maastricht wohnte. 1858 heiratete er Leonard Monheims Schwägerin Katharina Merckelbach, mit der er sieben Kinder bekam.
Nach dem Tod seines Vaters 1859 arbeitete er zunächst noch mit seiner Mutter und seinen Geschwistern im Mainzer Geschäft.

### Kaufmann in Aachen
1866 wurde er von seinem Schwager Monheim als Teilhaber in dessen „Drogen-Materialwaren-Detailgeschäft“ in der Jakobsstraße 8 aufgenommen. Daraufhin zog er mit seiner Familie nach Aachen und bezog das Haus Nr. 16 an der in Fortsetzung der Theaterstraße in den 1820er bis 1830er Jahren entstandenen Hochstraße (heute: Theaterstraße 50). Das gemeinsame Geschäft wurde innerhalb von zwei Jahren um eine „Colonial- und Südfrüchtehandlung, Gewürzmühle und Senf- und Chocoladefabrik“ erweitert und bildete so den Anfang der späteren „Trumpf“-Schokoladenfabrik. Bis 1877 kamen weitere Einrichtungen zur „maschinellen Herstellung von Schokolade einschließlich Gewürzmühlerei, Zuckerschneiderei sowie Herstellung von Staubraffinade“ hinzu.
1878 kam es zur geschäftlichen Trennung von Leonard Monheim, der sich auf die industrielle Fertigung von Schokolade in der Jakobstraße 8–10 konzentrierte. Caspar Giani gründete dagegen in den Räumen der Hochstraße 16 ein eigenes Feinkosthandelsgeschäft „en gros et en detail“, baute es zum führenden Großhandelsgeschäft für Kolonialwaren und Südfrüchte aus und ergänzte es durch eine Kaffeerösterei. An der Lütticher Straße, Ecke Moreller Weg oberhalb der Stadt ließ er im gleichen Jahr nach Plänen des Architekten Hermann Joseph Hürth (Abb. dort) im neugotischen Stil eine repräsentative Villa, die „Villa Giani“ bauen.
Durch geschickte Heiratspolitik gelang es der Familie in den 1880er und 1890er Jahren, Verbindungen zu anderen Unternehmerfamilien der Rheinprovinz aufzubauen: Die älteste Tochter Elise heiratete 1883 den Kölner Fabrikanten Wilhelm Wolfs. Die zweite Tochter Josefine heiratete den 1892 Breyeller Kaufmann Gustav Dammer, ihr ältester Sohn Karl Dammer wurde später Generalmusikdirektor in Berlin. Die dritte Tochter Marie heiratete 1886 den Elberfelder Fabrikanten Otto Burchartz, ihr ältester Sohn Max Burchartz wurde später ein bekannter Grafiker. Die vierte Tochter Anna heiratete 1895 den Trierer Bürgermeister Josef Oster. Der älteste Sohn Leonhard heiratete 1890 Johanna Faymonville, Tochter eines Aachener Brauereibesitzers. Der jüngste Sohn Joseph heiratete 1897 Ella Neuman, eine Enkelin des Aachener Fabrikanten Friedrich August Neuman.
Caspar Giani starb am 1. Januar 1895 und wurde in der noch bestehenden Familiengrabstätte auf dem Aachener Westfriedhof am Hauptweg zum Campo Santo neben seiner kurz zuvor verstorbenen Frau bestattet.

### Nachwirken
Nach Caspar Gianis Tod 1895 trat zunächst sein Sohn Leo die Nachfolge an. Die Villa Giani wurde von den Erben an die „Aachener Sanatoriumsgesellschaft“ verkauft und seitdem als Krankenhaus (Franziskushospital) genutzt. 1909 gab Leo die Firma an seinen jüngeren Bruder Josef Giani ab, um sich ganz der Politik und der Sozialfürsorge zu widmen. Josef ließ das noch aus den 1840er Jahren stammende Geschäftshaus Hochstraße 16 durch einen im Jugendstil erbauten Neubau ersetzen. Mit der Verbreitung des Automobils erweiterte er das Unternehmen in den 20er Jahren durch einen Mineralölhandel und erwarb in der Aachener Mozartstraße ein Wohnhaus für seine 9-köpfige Familie. 
Im Zweiten Weltkrieg wurde Josefs Familie nach Oberstdorf evakuiert. Das Geschäftshaus in der nun in Hindenburgstraße umbenannten ehemaligen Hochstraße wurde beschädigt und später durch einen Neubau ersetzt. Josef Giani starb 1949 und fand seine letzte Ruhestätte in einer neuen Familiengrabstätte auf dem Westfriedhof, unweit der Grabstelle Caspar Giani.